# Прашки студент (филм из 1913)
Прашки студент немачки је неми хорор филм из 1913. године, од редитеља Стелана Раја и продуцента Пола Вегенера, који уједно тумачи и насловну улогу. Радња је делимично базирана на поеми Децембарска ноћ аутора Алфреда де Мизеа и Фаусту.
Филм је премијерно приказан 22. августа 1913, што га чини првим немачким хорор филмом у историји, а постоје копије филма које су сачуване и до данас. Године 1926. снимљен је истоимени римејк, а девет година касније још један.

## Радња
У Прагу 1820. године, сиромашни студент универзитета по имену Балдуин, постаје најбољи мачевалац у граду. Очајан због свог сиромаштва, Балдуин упознаје старог дијаболичног господина по имену Скапинели, који му нуди 10.000 златника у замену за било шта што се налази у његовој студентској соби. Балдуин пристаје и потписује уговор са Скапинелијем, мисливши да у соби нема ништа вредно. Међутим, остаје затечен када му Скапинели узме одраз из огледала. Тада почиње прави хорор...

## Улоге
| Глумац         | Улога                    |
| -------------- | ------------------------ |
| Пол Вегенер    | Балдуин                  |
| Џон Готовт     | Скапинели                |
| Грета Бергет   | грофица Маргит           |
| Лида Салмонова | Лидушка                  |
| Лотар Корнер   | грофица Вон Шварценберг  |
| Фриц Вајдеман  | барон Валдис-Шварценберг |